# Maurice Larrouy
Maurice Larrouy (Tolosa, 3 dicembre 1872 – ...) è stato un tiratore a segno francese.

## Carriera
Partecipò ai Giochi della II Olimpiade di Parigi nel 1900 dove riuscì a vincere la medaglia d'oro nella gara di pistola automatica da 25 metri.

## Palmarès
| Anno | Manifestazione | Sede   | Evento                  | Risultato | Note |
| ---- | -------------- | ------ | ----------------------- | --------- | ---- |
| 1900 | Olimpiadi      | Parigi | Pistola automatica 25 m | Oro       |      |